# سياسات الآثار في فلسطين وإسرائيل
لعلم الآثار حضور مهم في السياسة والنسيج الاجتماعي في إسرائيل دولة فلسطين. لقد حدثت العديد من التطورات المهمة في علم الآثار الشامي داخل إسرائيل وفلسطين.

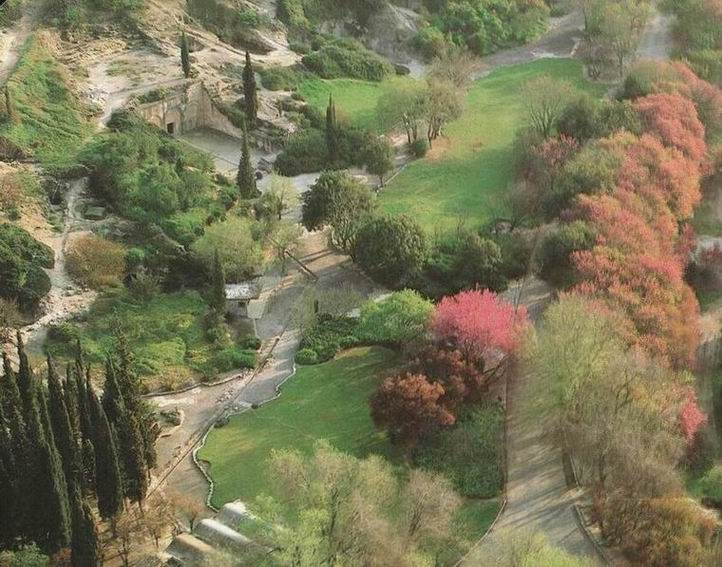
بيت شعاريم

قبل عام 1946، كان قسم الآثار التابع للإدارة البريطانية لفلسطين الانتدابية يتألف من مواطنين من المملكة المتحدة عرب واليهود. بعد إنشاء الأردن ودولة إسرائيل، تم تقسيم الدائرة إلى عدة دوائر أصغر. وفقًا لهالوت ويوفي، فإن دائرة الآثار والمتاحف في إسرائيل "جذبت اهتمامًا ضئيلًا نسبيًا من اليهود المتدينين"، ولم تثير أعمال التنقيب في كهوف الدفن في بيت شعاريم في الخمسينيات من القرن العشرين "استجابة كبيرة من الجماعات الدينية". (86-87) كما نظمت إسرائيل أنشطتها الأثرية بهدف وضع الثقافة الرفيعة في البلاد على المسرح العالمي. (87) لم يبدأ تسييس علم الآثار، الذي ينسبه هالوت ويوفي إلى "الاهتمام الشعبي للجماعات القومية الدينية"، على نحو جدي إلا بعد حرب 1967. (89)

## يادين ومسعدة
كان ييغال يادين، أستاذ علم الآثار في الجامعة العبرية في القدس، هو الرئيس الثاني لأركان قوات الاحتلال الإسرائيلية. وباعتباره عالم آثار، اكتشف في عام 1960 مخطوطات البردي التي كتبها سيمون بار كوخبا، زعيم ثورة بار كوخبا. وظل الاكتشاف سرا لمدة شهر، قبل الكشف عنه في حفل حضره عدد من القادة الإسرائيليين ووسائل الإعلام الدولية. وقد استقطبت محاضرة لاحقة ألقاها يادين في قاعة مان في تل أبيب ما يقرب من ثلاثة آلاف شخص.

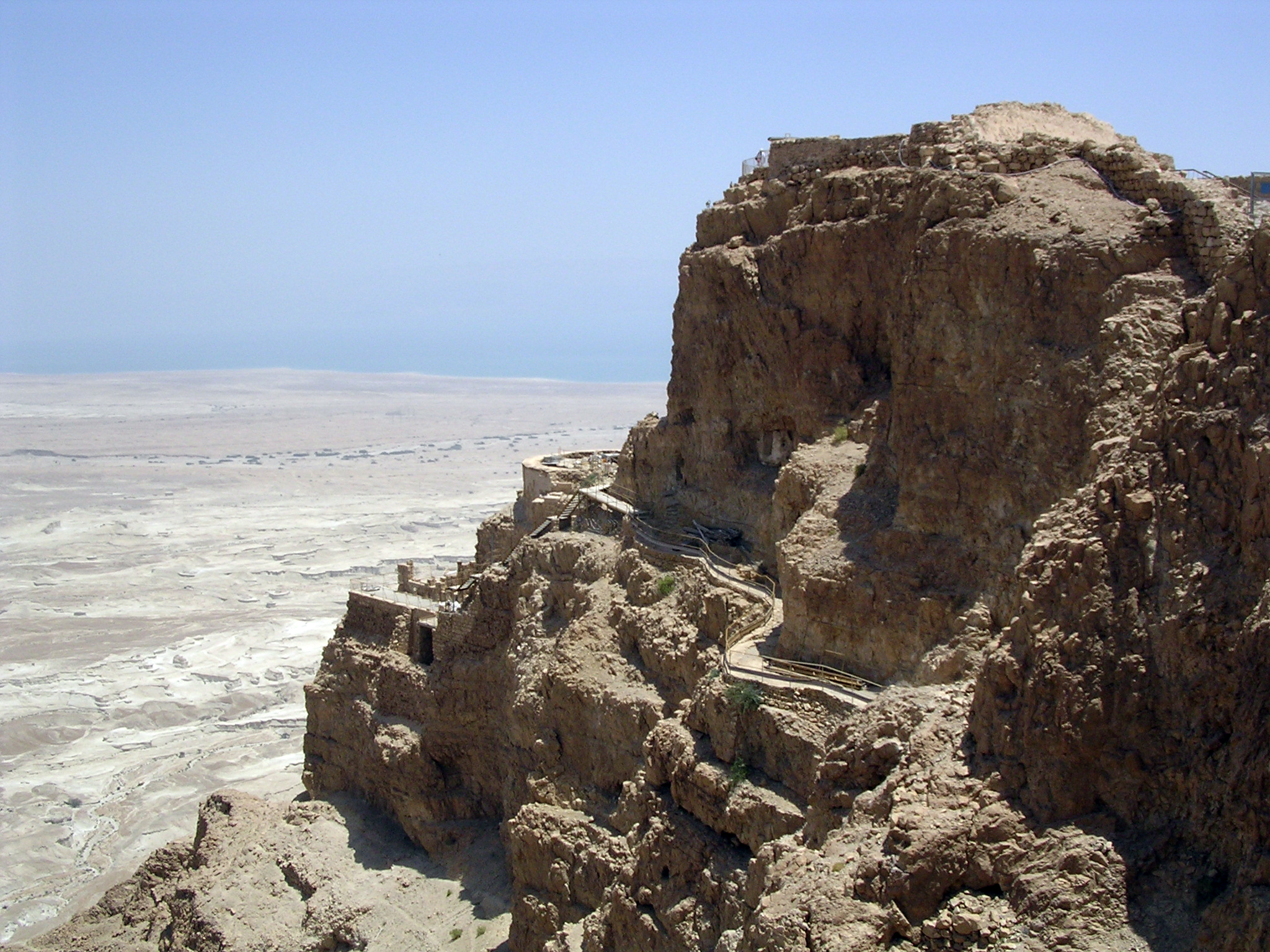
مسعدة

ابتداءً من أكتوبر 1963، قاد يادين أعمال التنقيب في جبل مسعدة، التي تُستخدم حاليًا كموقع أداء اليمين للجنود الجدد في قوات الاحتلال الإسرائيلية. تم توفير الأفراد والموارد من قبل الجيش أثناء عمليات الحفر؛ انتهت الأولى في مايو 1964، واستمرت الثانية من نوفمبر 1964 إلى أبريل 1965. عند نشر نتائجه، علق يادين على الأهمية الدينية والسياسية للموقع، واصفًا إياه بأنه "رمز خالد للشجاعة اليائسة، وهو رمز حرك القلوب طوال القرون التسعة عشر الماضية".
وقد حظيت الحفريات باهتمام عالمي، واستغل يادين شهرته الجديدة في مسيرته السياسية، ليصبح في نهاية المطاف نائب رئيس الوزراء لمناحيم بيجين. وقد زعم نحمان بن يهودا في وقت لاحق أن يادين شكك في ادعاء يوسيفوس بأن المتمردين في مسعدة كانوا من السيكاريين. اتهم يهودا يادين بأنه "استغل مصداقيته العالية للغاية" كخبير وأستاذ جامعي "لتدمير نسخته المعدلة من كتابات يوسيفوس فلافيوس بشأن أحداث مسعدة". وينسب أبراهام رابينوفيتش الفضل إلى الحفريات اللاحقة في "فتح الطريق أمام تحول جبل الصحراء إلى موقع سياحي رئيسي".

## حرب الأيام الستة
في عام 1967، تسببت حرب الأيام الستة في حدوث اضطرابات كبيرة في الأنشطة الأثرية في المنطقة. وحثت السلطات الطلاب والموظفين الأميركيين في كلية الاتحاد العبري على إخلاء المكان، كما تم إلغاء أعمال الحفر المخطط لها في موقع جازر في 26 يونيو/حزيران. ولم تتعرض المدرسة البريطانية للآثار في القدس إلا لأضرار طفيفة، لكن حالة متحف فلسطين للآثار كانت أسوأ. كما أفاد ويليام ج. ديفر، "كانت واجهة هذا المبنى الجميل مليئة بثقوب نيران الأسلحة الصغيرة، وخاصة حول الفناء الداخلي، و... البرج، الذي استخدمه الأردنيون كموقع مدفعية، تضرر بشدة... تناثرت قطع ثمينة... وتناثرت عليها الرصاصات المرتدة... وكان معرض مخطوطات البحر الميت خاليًا." أدى اندلاع الحرب إلى تعليق أعمال التنقيب في الضفة الغربية لأجل غير مسمى.

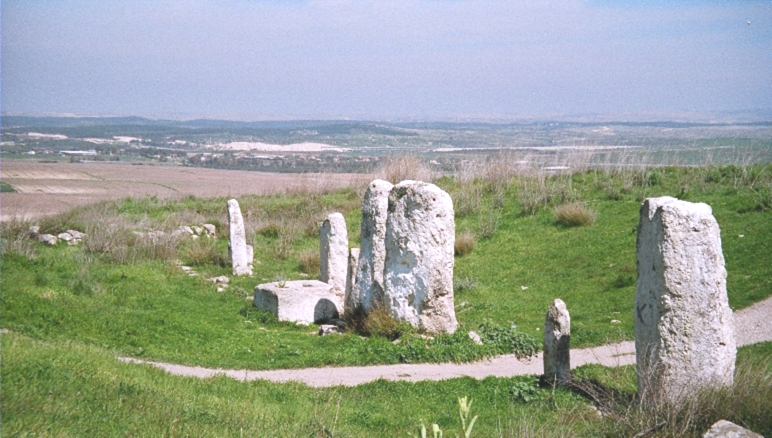
جيزر

استؤنفت أعمال الحفر في جفعات شاؤول في 15 حزيران/يونيو، تلتها استئناف العمل في جازر في 17 تموز/يوليو. شهد يوم 20 يوليو/تموز انطلاق مشروع في تل عراد. بعد أن سيطرت القوات الإسرائيلية على الضفة الغربية، أعلنت دائرة الآثار الإسرائيلية ملكيتها للمواقع الأثرية البارزة في المنطقة. وبحسب ديفر، لم يتمكن علماء الآثار الإسرائيليون من الوصول إلى هذه المواقع منذ عام 1948. وبعد ذلك، قامت مجموعات من الخبراء بزيارة جبعون سبسطية وشكيم وتل الفرح (شمال)، وتم البدء في "مسح طارئ" للمواقع الأثرية (سميت بهذا الاسم لأنه كان من المفترض أن الأراضي المحتلة ستعود قريبًا إلى الأردن) وتم تسجيل حوالي 6000 موقع في النهاية، منها 5000 موقع لم يتم تسجيلها من قبل.

## فترة ما بعد الحرب
وفقا لعالم الآثار ألبرت جلوك، فقد تم استخدام علم الآثار بشكل انتقائي من قبل الصهاينة المسيحيين واليهود على حد سواء لإعادة بناء نسخة من فلسطين تتوافق مع أيديولوجياتهم المختلفة وتوفير مبرر لاحتلال البلاد.
يقع ما يقرب من 60% من التراث الأثري الثقافي للضفة الغربية في المنطقة (ج)، التي تقع تحت السيطرة الإسرائيلية الكاملة. ولا تسمح إسرائيل للمؤسسات الفلسطينية باستكشاف هذا التراث وحمايته، مما أدى إلى تعرض جزء كبير من المنطقة للنهب. وبحسب دائرة الآثار والتراث الثقافي الفلسطينية، يتم تهريب ما يزيد على 120 ألف قطعة أثرية خارج فلسطين. وقد زادت عمليات نهب المواقع بشكل كبير في كل مرة اندلعت فيها الانتفاضة، مما أدى إلى إغلاق إسرائيل أمام العمالة الفلسطينية. ويتم تنفيذ العمل الأساسي على يد لصوص فلسطينيين، ثم يتم توجيه النتائج عبر القدس، وهي نقطة العبور الرئيسية للوسطاء الفلسطينيين الذين يقومون بتفريغ البضائع في سوق الآثار الإسرائيلية. ويرى العديد من اللصوص أن هذه المواقع "تراث سلبي"، حيث أنه في حال استعادتها فلن تبقى في الضفة الغربية كجزء من التراث الثقافي الفلسطيني.
ركزت الآثار الإسرائيلية في الضفة الغربية على البقايا التوراتية مع استبعاد الطبقات الوثنية القديمة والمسيحية والبيزنطية والإسلامية. تُركت بعض المواقع التي لا علاقة لها باليهود لتتحلل. كان موقع كهف شقبا الأثري المهم الذي يعود إلى عصور ما قبل التاريخ منفصلاً عن قرية شقبا الفلسطينية التي أخذ اسمه منها، وأصبحت منطقة وادي النطوف مكبًا للنفايات والقمامة أو كان يعبره طريق استيطاني، مع وجود مخرج يسمح للشاحنات من المستوطنات بتفريغ نفاياتها هناك. وقد تمت إضافة العديد من المواقع التراثية الفلسطينية داخل الضفة الغربية إلى قائمة التراث اليهودي. ومن الأمثلة البارزة على مصادرة الممتلكات الثقافية في الضفة الغربية كلياً أو جزئياً من السيطرة الفلسطينية هي هيروديوم، قبر يوسف في نابلس، والحرم الإبراهيمي في الخليل. قبر راحيل وقبر يسى وراعوث في تل الرميدة بالخليل. وتقع خربة قمران في الضفة الغربية لكنها تحت سيطرة السلطات الإسرائيلية بالكامل، كما أشارت الإعلانات الإسرائيلية في الخارج إلى أن الموقع يقع في إسرائيل. بررت السلطات الإسرائيلية هذا الأمر بالقول إنها تعمل على ضمان حرية العبادة وحماية سلامة المواقع. ومع ذلك، فإن العبادة محدودة. على سبيل المثال، لا تقام العبادة اليهودية في قبر يوسف إلا مرة واحدة في الشهر، من منتصف الليل حتى الساعة السادسة صباحاً. لا يمكن ممارسة العبادة عند قبر راحيل إلا من خلال حواجز خرسانية محصنة للغاية. تم إحراق قبر يوسف بعد ساعات من إخلاء جيش الاحتلال الإسرائيلي للموقع في عام 2000.بدأت المعارضة الدينية لبعض الممارسات الأثرية في إسرائيل في أواخر سبعينيات القرن العشرين، واشتدت خلال ثمانينيات القرن نفسه. وأثيرت اعتراضات على أعمال التنقيب في مدينة داود في القدس، الأمر الذي أدى إلى تشويه سمعة مدير المشروع يغال شيلوه علناً. وتصاعد الوضع في عام 1981 عندما قام أعضاء من عدة طوائف دينية مختلفة بإلقاء الحجارة على علماء الآثار في الموقع. وقد نتجت المواجهة التي قادها شلومو غورين وعوفاديا يوسف عن ادعاء الطائفتين بأن الحفريات تؤثر على مقبرة يهودية (التي يدعي هالوت ويوفي أنها غير موجودة). وفي نهاية المطاف أمر وزير التعليم زفولون هامر بوقف أعمال الحفر، لكن المحكمة العليا في إسرائيل ألغت قراره. طوال ثمانينيات القرن العشرين، حظي الناشطون الذين ينتمون إلى الحركة الحريدية المتشددة بدعم من منظمة توليدوت أهارون ومنظمة أجودات إسرائيل في الاشتباكات التي وقعت في المواقع الأثرية. ومن الجدير بالذكر أنه في عام 1983، قام ناشطون في القدس بتدمير مكاتب علماء الآثار والمقابر التي دفن فيها علماء الآثار.

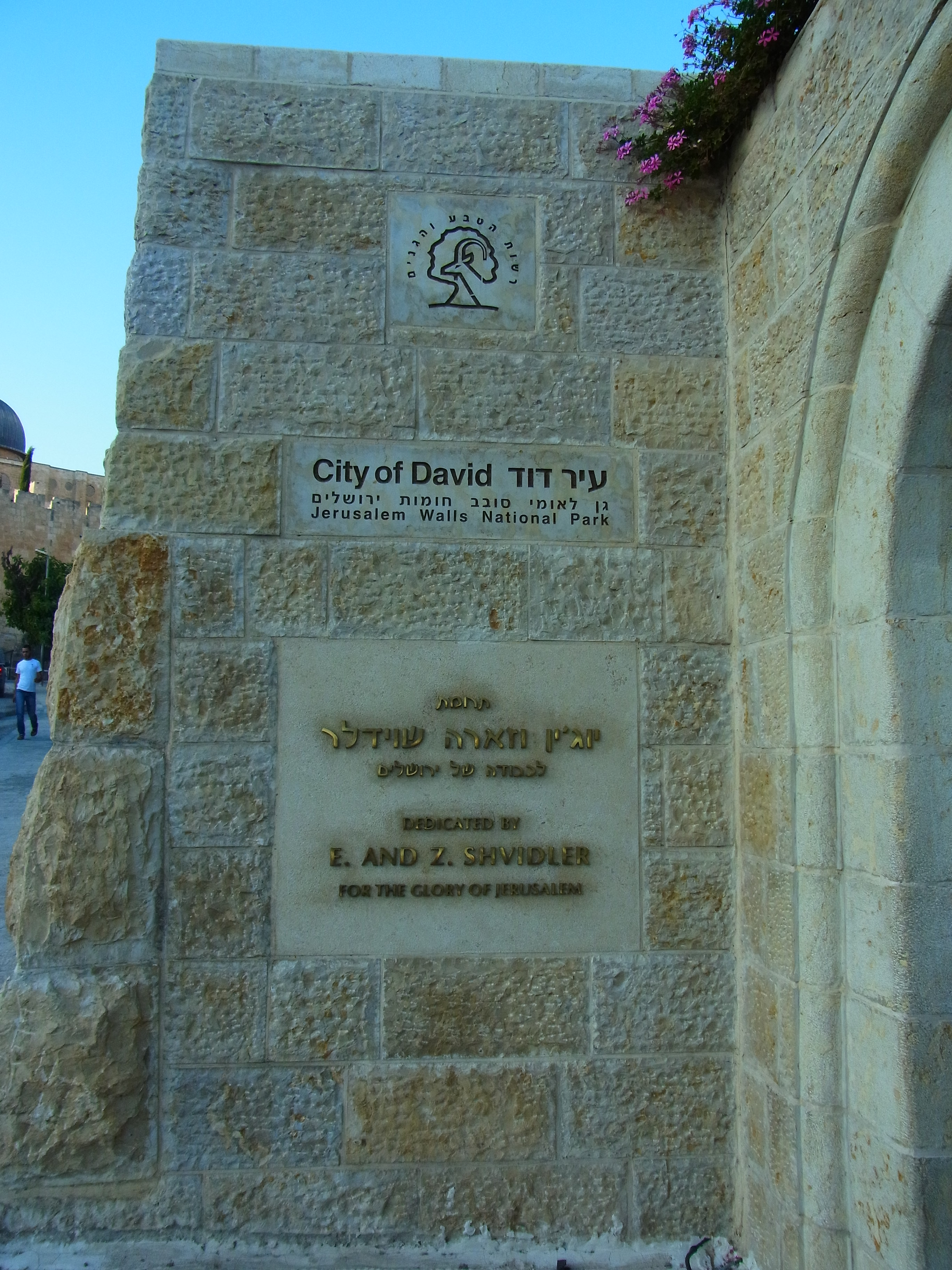
مدينة داود

وبحلول عام 1987، وصلت الاحتجاجات إلى الحفريات الأمريكية في قيسارية. وتوقفت العمليات الأثرية مع اندلاع الانتفاضة الأولى في وقت لاحق من ذلك العام. في عام 1992، تعرضت فسيفساء يونانية للتدمير ردًا على اكتشاف قبر يحتوي على عظام بشرية تحت كنيسة أرمينية.

## عملية التمرير
"عملية المخطوطة" هو المصطلح المستخدم لوصف الجهود التي بذلتها سلطة الآثار الإسرائيلية عام 1993 لاكتشاف المزيد من مخطوطات البحر الميت في برية الخليل. قام العديد من علماء الآثار بالبحث بين وادي الداليا ونحال ديرجوت، وقاموا بمسح ستمائة وخمسين كهفًا وموقعًا، وفي النهاية قاموا بحفر سبعين منها. كانت أقدم الاكتشافات تعود إلى العصر الحجري الحديث، وكان هناك العديد من القطع الأثرية التي تم اكتشافها من زمن بار كوخبا. وفي نفس الوقت تقريبًا الذي جرت فيه هذه العملية، كانت اتفاقيات أوسلو قيد الكتابة؛ وقد تعرضت سلطة الآثار الإسرائيلية لانتقادات في وقت لاحق لاستغلالها التوقيت. في نوفمبر 1993، قام اليهود المتشددون بأعمال شغب في القدس ردًا على قيام علماء الآثار بحفر قبور يهودية. تم تنظيم المظاهرات في المدينة من قبل جماعة أترا كاديشا الدينية. تعرضت عملية التمرير لانتقادات شديدة بسبب تحديها المحتمل لاتفاق جديد توصلت إليه إسرائيل منظمة التحرير الفلسطينية بشأن الحكم الذاتي الفلسطيني، وربما تكون قد تحايلت على قرار الأمم المتحدة الذي يحظر الكشف عن الآثار المهمة وإزالتها من المناطق المحتلة تحت السيطرة الأجنبية.

## الجدل

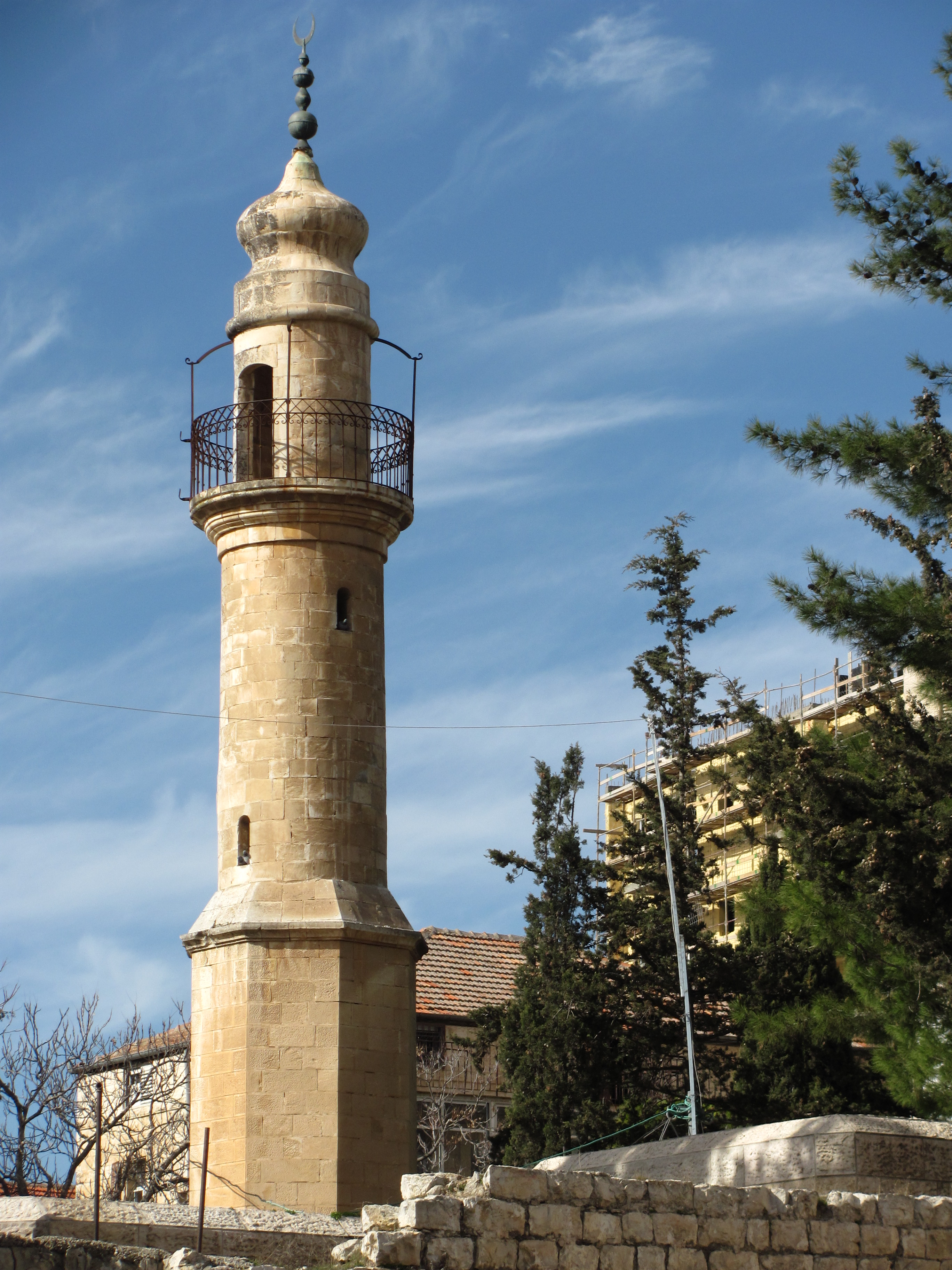
مسجد عكاشة في القدس

وفي السياق الأثري، كانت هناك عداوة بين الصحفيين والمسؤولين الإسرائيليين ونظرائهم الفلسطينيين، وخاصة منذ تسعينيات القرن العشرين وحتى العقد الثاني من القرن الحادي والعشرين. في مقال نُشر عام 1992 في صحيفة هآرتس، تناول الصحفي الإسرائيلي يوسي توربشتاين ما أسماه "السرقة واسعة النطاق للآثار" من قبل اللصوص الفلسطينيين. تصف الأكاديمية الأميركية نادية أبو الحاج "عملية اللفافة"، وهي "عملية حفر إنقاذ" في أريحا عام 1993، والتي بدأت قبل انسحاب إسرائيل من المدينة الواقعة في الضفة الغربية. صدر كتاب أبو الحاج "حقائق على الأرض" عام 2001، وأثار جدلاً واسعاً؛ إذ نشر عالم الآثار ألكسندر هـ. جوف مراجعة نقدية شديدة وصف فيها أساليب أبو الحاج بأنها "مُنفصمة" وأكد أن الكتاب "يُمثل علم الآثار الإسرائيلي الغريب بكل بساطة". فاز كتاب " حقائق على الأرض " بجائزة ألبرت حوراني للكتاب عام 2002.
وقد استُهدفت عدة مواقع ذات أهمية أثرية في المنطقة بهجمات واضحة لفرض رسوم على الأراضي، والتي يُزعم أن منفذيها هم من أطلق عليهم صحيفة هآرتس "شباب يهود متشددون". وفي ديسمبر/كانون الأول 2011، حاول مشاغبون إشعال النار في مسجد فلسطيني في الضفة الغربية، بالقرب من أرييل. وأفاد شهود عيان فلسطينيون أن المستوطنين الإسرائيليين مسؤولون عن الهجوم الذي وقع قبل الفجر، والذي أدى إلى تحطيم العديد من نوافذ المسجد واحتراق مدخله. وبعد أسبوع واحد، احترق مسجد النبي عكاشة في وسط القدس. تم بناء المسجد، الذي يقع في حي أرثوذكسي متشدد، في القرن الثاني عشر وتم توسعته في القرن الثالث عشر. يقال أنه تم بناؤه على أرض دفن للجنود المتحالفين مع صلاح الدين الأيوبي. في سبتمبر 2012، تم رسم كتابات على جدار مسجد في دورا، بالقرب من الخليل. وكانت أعمال التخريب تشير إلى إخلاء مستوطنة ميجرون في الضفة الغربية في ذلك الوقت. حاول المخربون حرق المسجد والمركبات القريبة.

## الملاحظات
1. ↑  وطالبت لجنة معايير الإعلان البريطانية في عام 2008 وزارة السياحة الإسرائيلية بإزالة الإعلانات التي تشير إلى أن قمران كانت في إسرائيل.[13]

### الاستشهادات
1. ↑  Yücel، Idris (2017). "The British School of Archaeology in Jerusalem in the wake of the WWI". History Studies. ج. 9 ع. 2: 257.
2. 1 2 3 4 5 6 7 8 9  Hallote، Rachel S.؛ Alexander H. Joffe (Fall 2002). "The Politics of Israeli Archaeology: Between 'Nationalism' and 'Science' in the Age of the Second Republic". Israel Studies: 84–116. DOI:10.2979/ISR.2002.7.3.84. S2CID:144292583.
3. 1 2 3 4  Ben-Yehuda، Nachman (1995). Masada Myth: Collective Memory and Mythmaking in Israel. Madison: University of Wisconsin Press. ص. 384. ISBN:978-0299148348.
4. 1 2 3 4  Rabinovich، Abraham (28 أبريل 2011). "At Yadin's Side". Jerusalem Post. مؤرشف من الأصل في 2011-05-07. اطلع عليه بتاريخ 2012-11-28.
5. 1 2  Yadin، Yigal (1966). Masada: Herod's Fortress and the Zealots' Last Stand. London: Weidenfeld. ص. 272. ISBN:978-0-297-74754-3.
6. 1 2 3  Dever, William G. "Archaeology and the Six-Day War." The Biblical Archaeologist 30.3 (1967): 73, 102–108. Print.
7. ↑  Greenberg & Keinan 2009.
8. ↑  Al-Houdalieh & Tawafsha 2017، صفحة 40.
9. ↑  Schipper 2013، صفحات 283–284.
10. ↑  Yahya 2010، صفحات 147–148.
11. ↑  Yahya 2010، صفحات 145–147.
12. ↑  Yahya 2010، صفحات 146–142.
13. ↑  Macintyre 2008.
14. ↑  Sher, Gilead. (2006). The Israeli-Palestinian peace negotiations, 1999-2001 : within reach. London: Routledge. ص. 165. ISBN:0-7146-5653-4. OCLC:60589065.
15. 1 2 3  "Judean Desert Caves". Jewish Virtual Library. مؤرشف من الأصل في 2016-12-30. اطلع عليه بتاريخ 2012-11-28.
16. 1 2 3  "Latest to Criticize Israel's Scroll Hunt: Religious Jews". Associated Press. 28 نوفمبر 1993. مؤرشف من الأصل في 2018-12-21. اطلع عليه بتاريخ 2012-11-28.
17. ↑  Torpstein, Yosi. "Palestinians Seek West Bank Antiquities Control." Haaretz 21 August 1992: B7. Print.
18. ↑  Joffe، Alexander H. (أكتوبر 2005). "Book Reviews: Facts on the Ground". Journal of Near Eastern Studies. ج. 64 ع. 4: 297–304. DOI:10.1086/498368.
19. ↑  "Albert Hourani Book Award". Middle East Studies Association. University of Arizona. مؤرشف من الأصل في 2012-11-30. اطلع عليه بتاريخ 2013-01-12.
20. 1 2 3  Levinson، Chaim (7 ديسمبر 2011). "West Bank Mosque set alight in suspected 'price tag' attack". Haaretz. مؤرشف من الأصل في 2015-07-25. اطلع عليه بتاريخ 2012-11-28.
21. 1 2  Rosenberg، Oz؛ Nir Hasson (14 ديسمبر 2011). "Jerusalem mosque set alight in suspected 'price tag' attack". Haaretz. مؤرشف من الأصل في 2015-04-03. اطلع عليه بتاريخ 2012-11-28.
22. 1 2  "Hebron mosque vandalized in 'price tag' attack". Jewish Telegraphic Agency. 12 سبتمبر 2012. اطلع عليه بتاريخ 2012-11-28.